# 三主教管区
三主教管区（法語：Trois-Évêchés，法語發音：[tʁwaz‿eveʃe]）是法蘭西王國的一个行省，由洛林地区的梅斯、凡尔登和图勒三个城市的教區组成。这三个教区一直是神圣罗马帝国的采邑主教管区，直到1552年4月至6月被法兰西国王亨利二世占领。在三十年戰爭结束之际，三主教管区依威斯特伐利亚和约被正式割让给法国。